# Alekšince
Alekšince (em húngaro: Elecske) é um município da Eslováquia, situado no distrito de Nitra, na região de Nitra. Tem 15,07 km² de área e sua população em 2018 foi estimada em 1.675 habitantes.

## Demografia
| Ano:        | 1994 | 2004   | 2014   | 2024   |
| ----------- | ---- | ------ | ------ | ------ |
| Broj ljudi: | 1602 | 1708   | 1682   | 1802   |
| Razlika:    |      | +6,61% | -1,52% | +7,13% |

| Ano:               | 2023 | 2024   |
| ------------------ | ---- | ------ |
| Número de pessoas: | 1762 | 1802   |
| Diferença:         |      | +2,27% |